# Cristina Pîrv
Cristina Lucretia Pîrv de Godoy Filho (ur. 29 czerwca 1972 w Turdzie) – rumuńsko-brazylijska siatkarka, grająca na pozycji przyjmującej i atakującej, była reprezentantka Rumunii.

## Życie prywatne
W 1999 roku poznała brazylijskiego siatkarza Gibę. 25 grudnia 2003 roku wzięli ślub w Bukareszcie. Mają dwoje dzieci, córkę Nicoll (ur. 2004) i syna Patricka (ur. 2008). Nicoll, również gra w siatkówkę.

## Kariera klubowa
| Kariera juniorska         | Kariera juniorska         | Kariera juniorska | Kariera juniorska | Kariera juniorska | Kariera juniorska | Kariera juniorska | Kariera juniorska | Kariera juniorska | Kariera juniorska | Kariera juniorska |
| ------------------------- | ------------------------- | ----------------- | ----------------- | ----------------- | ----------------- | ----------------- | ----------------- | ----------------- | ----------------- | ----------------- |
| Lata                      | Klub                      |                   |                   |                   |                   |                   |                   |                   |                   |                   |
| 1985–1986                 | CSS Turda                 |                   |                   |                   |                   |                   |                   |                   |                   |                   |
| 1986–1991                 | Dinamo Bukareszt          |                   |                   |                   |                   |                   |                   |                   |                   |                   |
| Kariera seniorska         |                           |                   |                   |                   |                   |                   |                   |                   |                   |                   |
| Lata                      | Klub                      |                   |                   |                   |                   |                   |                   |                   |                   |                   |
| 1986–1991                 | Dinamo Bukareszt          |                   |                   |                   |                   |                   |                   |                   |                   |                   |
| 1991–1994                 | Edilfornaciai San Lazzaro |                   |                   |                   |                   |                   |                   |                   |                   |                   |
| 1994–1995                 | Sabelli Conad Fano        |                   |                   |                   |                   |                   |                   |                   |                   |                   |
| 1995–1997                 | Medinex Reggio Calabria   |                   |                   |                   |                   |                   |                   |                   |                   |                   |
| 1997–1998                 | Minas Tênis Clube         |                   |                   |                   |                   |                   |                   |                   |                   |                   |
| 1998–1999                 | Medinex Reggio Calabria   |                   |                   |                   |                   |                   |                   |                   |                   |                   |
| 1999–2001 (do 03.2001)    | Minas Tênis Clube         |                   |                   |                   |                   |                   |                   |                   |                   |                   |
| 2001–2001 (od 07.03.2001) | Capo Sud Reggio Calabria  |                   |                   |                   |                   |                   |                   |                   |                   |                   |
| 2001–2002                 | Minas Tênis Clube         |                   |                   |                   |                   |                   |                   |                   |                   |                   |
| 2002–2004 (do 13.03.2004) | Asystel Novara            |                   |                   |                   |                   |                   |                   |                   |                   |                   |
| 2004–2005                 | RC Cannes                 |                   |                   |                   |                   |                   |                   |                   |                   |                   |
| 2005–2006                 | Asystel Novara            |                   |                   |                   |                   |                   |                   |                   |                   |                   |

## Sukcesy klubowe
Liga rumuńska:
- 1990, 1991

Liga brazylijska:
- 2002
- 2000
- 1998

Liga włoska:
- 2001
- 1999, 2003, 2004

Klubowe Mistrzostwa Ameryki Południowej:
- 2000

Puchar Włoch:
- 2001, 2004

Liga Mistrzyń:
- 2001

Puchar CEV:
- 2003

Superpuchar Włoch:
- 2003, 2005

Puchar Francji:
- 2005

Liga francuska:
- 2005

Puchar Top Teams:
- 2006

## Sukcesy reprezentacyjne
Letnia Uniwersjada:
- 1993

## Nagrody indywidualne
- 1990: MVP Mistrzostw Europy Juniorek
- 1993: MVP Letniej Uniwersjady
- 2000: Najlepsza atakująca Klubowych Mistrzostw Ameryki Południowej
- 2003: MVP turnieju finałowego Pucharu CEV
- 2003: MVP Superpucharu Włoch